# Master
A Master amerikai death/thrash metal együttes. 1983-ban alakultak meg Chicagóban. Korábban Death Strike, illetve The Speckmann Project volt a nevük. Pályafutásuk alatt Csehországba helyezték át székhelyüket.
Lemezeiket a következő kiadók jelentetik meg: Pulverised Records, Displeased Records, From Beyond, Ibex Moon, Moonlight Records, Nuclear Blast, Pavement Music, System Shock, Twilight Records, Dead Center Productions.

## Tagok
- Paul Speckmann - ének, basszusgitár
- Patrick Shea - gitár
- Ruston Grosse - dob

### Korábbi tagok
- Petr "Christopher" Krystof - gitár (a Let's Start a War albumon)
- Chris Mittelbrun - gitár
- Paul Masvidal - gitár
- Jeff Kobie - gitár
- Brian Brady - gitár
- Sage Gonzalez - gitár
- Libor "Skull" Lebanek - dob (a Let's Start a War albumon)
- Bill Schmidt - dob
- Aaron Nickeas - dob
- Sage Johnson - dob
- Steve Baily - dob
- Ales "Alex 93" Nejezchleba - gitár
- Zdenek "Zdenal" Pradlovsky - dob

## Diszkográfia

### Stúdióalbumok
- Master (1990)
- On the Seventh Day God Created...Master (1991)
- Collection of Souls (1993)
- Faith is in Season (1998)
- Let's Start a War (2002)
- The Spirit of the West (2004)
- Four More Years to Terror (2005)
- Slaves to Society (2007)
- The Human Machine (2010)
- The New Elite (2012)
- The Witchhunt (2013)
- An Epiphany of Hate (2016)
- Vindictive Miscreant (2018)
- Saints Dispelled (2024)